# الکساندر تاشایف
الکساندر تاشایف (روسی: Александр Михайлович Ташаев؛ زادهٔ ۲۳ ژوئن ۱۹۹۴) بازیکن فوتبال اهل روسیه است.
از باشگاه‌هایی که در آن بازی کرده‌است می‌توان به باشگاه فوتبال دینامو مسکو اشاره کرد.
وی همچنین در تیم‌های ملی فوتبال Russia U19 Russia U21 بازی کرده‌است.